# Jaçanã (Rio Grande do Norte)
Jaçanã é um município brasileiro no estado do Rio Grande do Norte, distante 150 quilômetros de capital do estado. Destaca-se como a 4ª cidade mais alta do estado do Rio Grande do Norte, estando exatos 100 metros mais alta que o município vizinho de Coronel Ezequiel. Jaçanã é também a cidade de maior altitude das cidades que compõem a serra de Cuité.

## História
Tudo começou no final do século XIX, já adentrando ao século XX. No interior do Rio Grande do Norte, fazendo fronteira com a Paraíba, uma belíssima serra fulgurava o que brevemente se transformaria numa agradável e encantadora cidade. Fugindo da seca que assolava o sertão, nativos e retirantes encantados com o verde exuberante da serra, começaram a habitar o local. Um ponto estratégico daquela serra, denominado de Sítio Flores, havia sido herdado por colonos paraibanos e despertava o interesse de tropeiros que acabaram comprando terras ali. Entre os quais estavam: Fortunato de Medeiros, Manoel Fernandes, Vicente Ferreira e Francisco de Paula. Entre 1946 e 1951, o Sítio Flores já era um pequeno povoado, e passou ser chamado de “Povoado Flores”.
Na época, a localidade contava com o respaldo de políticos influentes da região, principalmente os deputados Theodorico Bezerra e Jácio Fiúza ambos contribuíram significativamente para o progresso local. Oficialmente em novembro de 1953, o povoado tornou-se Vila do Distrito de Santa Cruz. Nos anos seguintes a localidade só progrediu e em 26 de março de 1963 o lugarejo foi emancipado, tornando-se de fato um município, recebendo o nome oficial de "Jaçanã". Os antigos moradores explicam que o nome “Jaçanã” provem da grande quantidade de pássaros de mesmo nome que habitavam as lagoas da região. Acredita-se que o político Theodorico Bezerra, que viabilizou o processo da emancipação, adorava colocar nome de aves nas cidades que emancipava.

## Geografia
Com uma área de apenas 54,561 km², dos quais 1,014 km² de área urbana, o território de Jaçanã corresponde a 0,1033% da superfície estadual. Na atual divisão territorial vigente desde 2017, Jaçanã pertence à região imediata de Santa Cruz, dentro região intermediária de Natal; até então, quando vigoravam em microrregiões e mesorregiões, fazia parte da microrregião da Borborema Potiguar, que por sua vez estava incluída na mesorregião do Agreste Potiguar. Está a 160 km da capital do estado, Natal. Limita-se a sul com Nova Floresta, Cuité e Picuí, este último também a oeste, todos na Paraíba, e a norte e leste com Coronel Ezequiel.
Jaçanã se situa no platô da Serra de Cuité, um contraforte do Planalto da Borborema nos estados da Paraíba e Rio Grande do Norte, que apresenta em sua constituição sedimentos da Formação Serra do Martins assentados sob as rochas do embasamento cristalino, datadas do período Pré-Cambriano, entre um bilhão e 2,5 bilhões de anos atrás. Predomina o latossolo do tipo vermelho-amarelo, poroso, de fertilidade média e bastante drenado, apresentando textura formada tanto por areia quanto por argila, ocorrendo também áreas de solos litólicos, denominação antiga dos neossolos. A vegetação desses solos é de pequeno porte, típica do bioma da Caatinga, cujas folhas desaparecem na estação seca.
Inserido no clima semiárido, Jaçanã possui todo o seu território nos domínios da bacia hidrográfica do rio Trairi, sendo cortado pelos riachos da Areia, da Cachoeira, do Camelo, da Conceição, da Gruta, do Rangel e da União, todos intermitentes ou temporários, isto é, correm somente na estação das chuvas, que ocorre no período de março a julho. Desde julho de 2004, quando teve início o monitoramento pluviométrico da cidade, o maior acumulado em 24 horas foi registrado no dia 5 de fevereiro de 2019, com 171 mm, seguido por 157,8 mm em 1° de março de 2020 e 120 mm em 31 de março de 2016.
| Dados climatológicos para Jaçanã (2004-2020) | Dados climatológicos para Jaçanã (2004-2020) | Dados climatológicos para Jaçanã (2004-2020) | Dados climatológicos para Jaçanã (2004-2020) | Dados climatológicos para Jaçanã (2004-2020) | Dados climatológicos para Jaçanã (2004-2020) | Dados climatológicos para Jaçanã (2004-2020) | Dados climatológicos para Jaçanã (2004-2020) | Dados climatológicos para Jaçanã (2004-2020) | Dados climatológicos para Jaçanã (2004-2020) | Dados climatológicos para Jaçanã (2004-2020) | Dados climatológicos para Jaçanã (2004-2020) | Dados climatológicos para Jaçanã (2004-2020) | Dados climatológicos para Jaçanã (2004-2020) |
| Mês                                          | Jan                                          | Fev                                          | Mar                                          | Abr                                          | Mai                                          | Jun                                          | Jul                                          | Ago                                          | Set                                          | Out                                          | Nov                                          | Dez                                          | Ano                                          |
| -------------------------------------------- | -------------------------------------------- | -------------------------------------------- | -------------------------------------------- | -------------------------------------------- | -------------------------------------------- | -------------------------------------------- | -------------------------------------------- | -------------------------------------------- | -------------------------------------------- | -------------------------------------------- | -------------------------------------------- | -------------------------------------------- | -------------------------------------------- |
| Precipitação (mm)                            | 69,3                                         | 88,2                                         | 148,1                                        | 129,8                                        | 92                                           | 61,2                                         | 48                                           | 20,6                                         | 8,1                                          | 2,5                                          | 5,5                                          | 16,3                                         | 689,6                                        |

## Educação e ciência
A Escola Estadual Professora Terezinha Carolino de Souza de fato destaca-se como o mais importante centro de educação do município sendo está importante desde o final dos anos 90, quando foi uma das últimas escolas a oferecer o já extinto curso de magistério, tendo sua última turma sido formada em 2003 e desta forma formado muito educadores da educação básica que hoje estão em exercício pela região. A escola ganhou destaque nacional quando no ano de 2013 sobre direção do professor Oton Mario figurou entre as 5 melhores escolas públicas do país.
Jaçanã também chama atenção por ser o berço de muitos jovens que começam a se dedicar a ciências como pesquisadores e professores universitários principalmente na área das ciências exatas e tecnológicas dentre os quais.
O professor do Instituto Federal do Ceará no Campus Tianguá, José Adeilson Medeiros do Nascimento o mesmo é Doutor em Agronomia pela Universidade Federal da Paraíba e atua no ensino e na pesquisa nos seguintes tópicos: Agronomia, Ciências dos Solos. Tendo um currículo extenso com muitas publicações científicas figura com o mais importante pesquisador de Jaçanã.
A Química e Mestre em Ciência e Engenharia do Petróleo e atualmente estudante/pesquisadora de doutorado na Universidade Federal do Rio Grande do Norte Maria do Socorro Bezerra da Silva atua com pesquisa nas área da Engenharia Química, atuado também como coordenadora voluntária na área de Química no Programa Vestibular Solidário - PVS na UFCG - CES.
O matemático e professor universitário José de Brito Silva atualmente professor na Faculdade Maurício de Nassau - Campina Grande, Brito é mestre em Matemática pela Universidade Federal de Campina Grande e atua no ensino e pesquisa na área do Cálculo Diferencial e Integral.
O irmão do professor José de Brito, o físico José Luciano de Brito Silva é estudante/pesquisador de mestrado na Universidade Federal de Campina Grande onde desenvolve pesquisa na área de nanotecnologia.
A química Gerlanea Silva de Oliveira é atualmente estudante/pesquisadora no mestrado em Ciências e Engenharia dos Materiais na Universidade Federal do Rio Grande do Norte.